# Pan y Arte
Pan y Arte (spanisch für: Brot und Kunst) ist ein gemeinnütziger eingetragener Verein mit Sitz in Münster zur Förderung von Kulturprojekten in Nicaragua. Die Gründung der international tätigen Hilfsorganisation war durch Dietmar Schönherr initiiert worden, der bis 2006 den Vorstandsvorsitz innehatte. Ihm folgte Henning Scherf, der das Amt bis 2017 innehatte und seither Ehrenvorsitzender ist. Seither hat Roberto Deimel den Vorstandsvorsitz inne. Es bestehen Schwestervereine in Österreich (Wien) und in der Schweiz (Zürich).
Vier selbst organisierte Projekte werden derzeit in Nicaragua unterstützt:
- Casa de los tres mundos (gegründet von Dietmar Schönherr zusammen mit Ernesto Cardenal)[2][3]
- Música en los Barrios
- Bibliobus ´Bertolt Brecht`
- Malacatoya (Dorfentwicklungsprojekt)

Parallel zu diesem Engagement für Nicaragua unterstützt Pan y Arte die Initiative Kultur Bewegt.